# 苍鹰团结蛤
是帘蛤目唱片蛤科阿布蛤属的一种。主要分布于中国大陆、台湾，常栖息在浅海沙底。